# دانه‌خوار سینه‌راه‌راه
بذرخوار سینه‌راه‌راه (نام علمی: Crithagra striatipectus) گونه‌ای سهره از تیرهٔ سهرگان (Fringillidae) و بومی سودان، اتیوپی و کنیا است.
دانه‌خوار با سینه‌راه‌راه در گذشته با دانه‌خوار ریشارد (Crithagra reichardi) همسان بود، اما در سال ۲۰۲۱ توسط اتحادیه بین‌المللی پرنده‌شناسان به عنوان گونه‌ای متمایز تقسیم شد.